# Louis Sainte-Marie Perrin
Pour les articles homonymes, voir Perrin.
Marie Louis Jean Sainte-Marie Perrin (né Marie Louis Jean Perrin à Lyon le 31 août 1835 et mort le 20 juillet 1917 dans la même ville) est un architecte français. Catholique fervent, il a terminé la construction de la basilique Notre-Dame de Fourvière.

## Biographie
Louis Sainte-Marie Perrin est le fils du docteur Théodore Perrin et de Jeanne Horacie Cozon. Son grand père, Louis Perrin est un marchand commissionnaire. Son oncle Louis, est imprimeur et sa tante Louise Adélaïde fonde  un hospice pour jeunes filles incurables rue Saint-Georges à Lyon.
Il passe une partie de son enfance chez sa grand-mère maternelle à Ambronay puis, de retour à Lyon il est élève au lycée Ampère (alors Lycée de Lyon). Après le baccalauréat il apprend le dessin dans l'atelier du peintre Louis Janmot et, dans le même temps entre dans l'atelier de Tony Desjardins, architecte en chef de la ville et architecte du diocèse de Lyon.
En 1859 il se présente au concours d'entrée à l'école des Beaux-Arts de Paris. Il est reçu premier ; il est l'élève de Charles-Auguste Questel. Son travail est apprécié : il obtient trois secondes médailles, puis, admis en première classe en 1861, il obtint une première médaille. Il remporte le second prix au concours d'émulation ouvert par la Société académique d'Architecture de Lyon sur un pont monumental. En 1862 il revient à Lyon et retourne chez Tony Desjardins, dont, en 1865, il épouse la fille, Reine Amélie Desjardins. Ils ont deux enfants. Leur fille Reine épousera l'écrivain Paul Claudel, le 15 mars 1906 à Lyon. Leur fils Antoine se mariera avec Élisabeth René-Bazin, fille de René Bazin, de l'Académie française.
En 1868 il est nommé  inspecteur des Bâtiments civils pour les travaux de l'École vétérinaire de Lyon et, en 1869 il est, pour le même bâtiment architecte en chef. Il est admis, en  1869, à la Société académique d'Architecture de Lyon dont il est secrétaire en  et vice-président pour 1893-1894.
En 1871 il est l'adjoint de Pierre Bossan, qu'il remplace dans la poursuite de la réalisation de la basilique Notre-Dame de Fourvière, à Lyon, dont il termine notamment les stalles et la décoration.
En 1895 il est élu membre de l'académie des Sciences, Belles-Lettres et Arts de Lyon à la section Lettres.

## Distinction
- Commandeur de l'ordre de Saint-Grégoire-le-Grand en 1896[8]
  -  Chevalier de l'ordre de Saint-Grégoire-le-Grand vers 1880[9]

## Réalisations principales
- 1864 : chapelle du château de Dortan
- 1865 : église de Saint-Germain-au-Mont-d'Or
- 1869 : façade de Saint-Bruno des Chartreux, à Lyon.
- 1871 : Église Saint-Symphorien d'Illiat
- 1874 : église Saint-Clair, à Caluire-et-Cuire
- 1876 :église Notre-Dame de Thizy, d'après une esquisse de Pierre Bossan
- 1878 : monastère des clarisses, à Lourdes
- 1885 : chapelle Saint-Joseph de Caluire-et-Cuire[10]
- 1886 : hospice de l'œuvre de la Croix, à Lyon.
- 1890 : chapelle des Dames carmélites, à Oullins
- 1889 : Église Saint Prix, à Chaponost
- 1900 : église Saint-Blaise de Saint-Sauveur-en-Rue
- 1901 : séminaire Saint-Irénée de Sainte-Foy, en banlieue de Lyon
- Château de Varambon
- 1901-1902 : Église Saint-Blaise de Saint-Sauveur-en-Rue[11]
- 1899-1920 Église du Saint-Sacrement de Lyon, avec Georges Décôte, dessinateur, et Emile Ader, verrier

## Hommages
- Square Sainte-Marie Perrin[12], à Lyon.

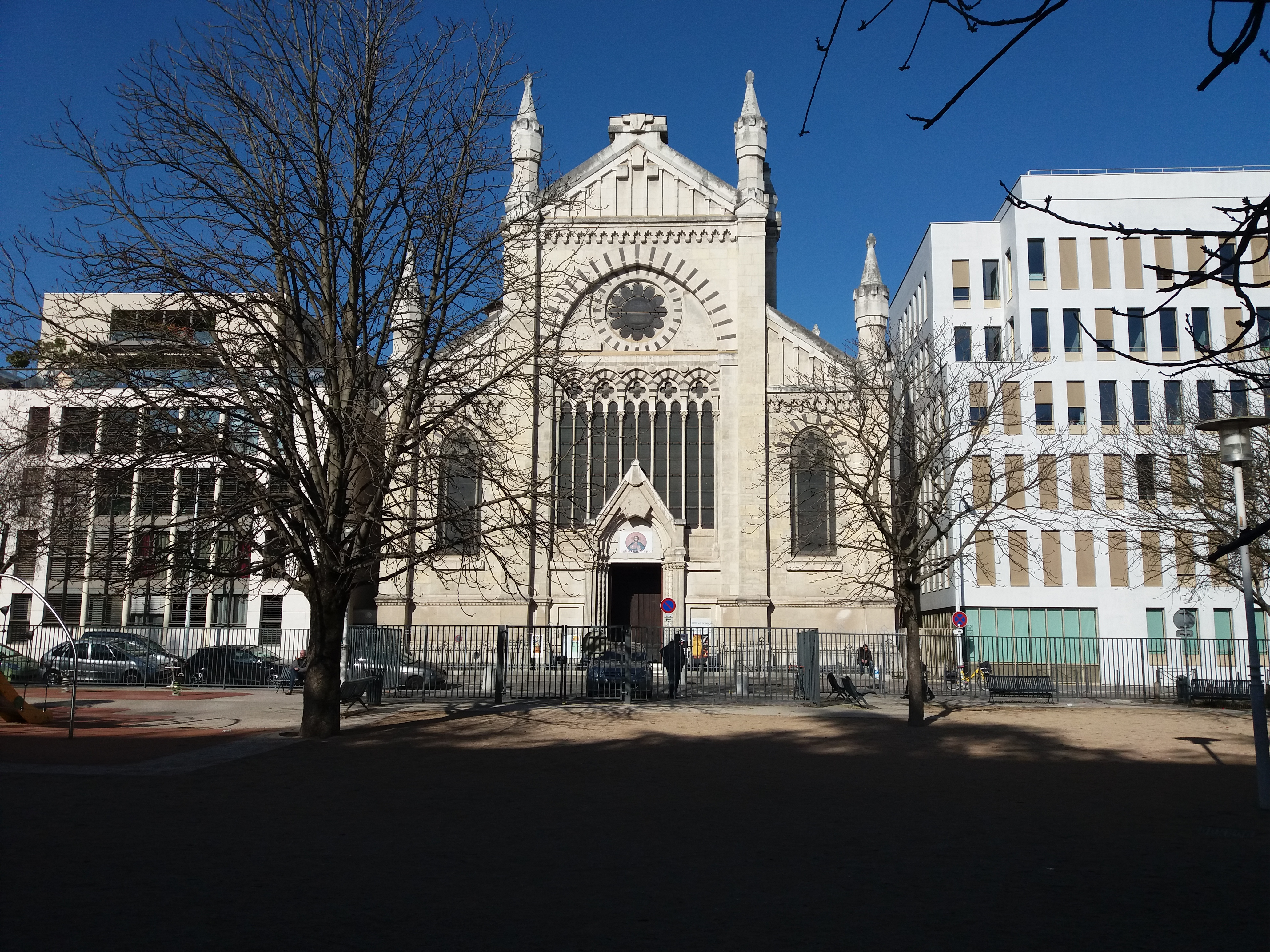
Église du Saint-Sacrement de Lyon - Façade depuis le square Sainte-Marie Perrin

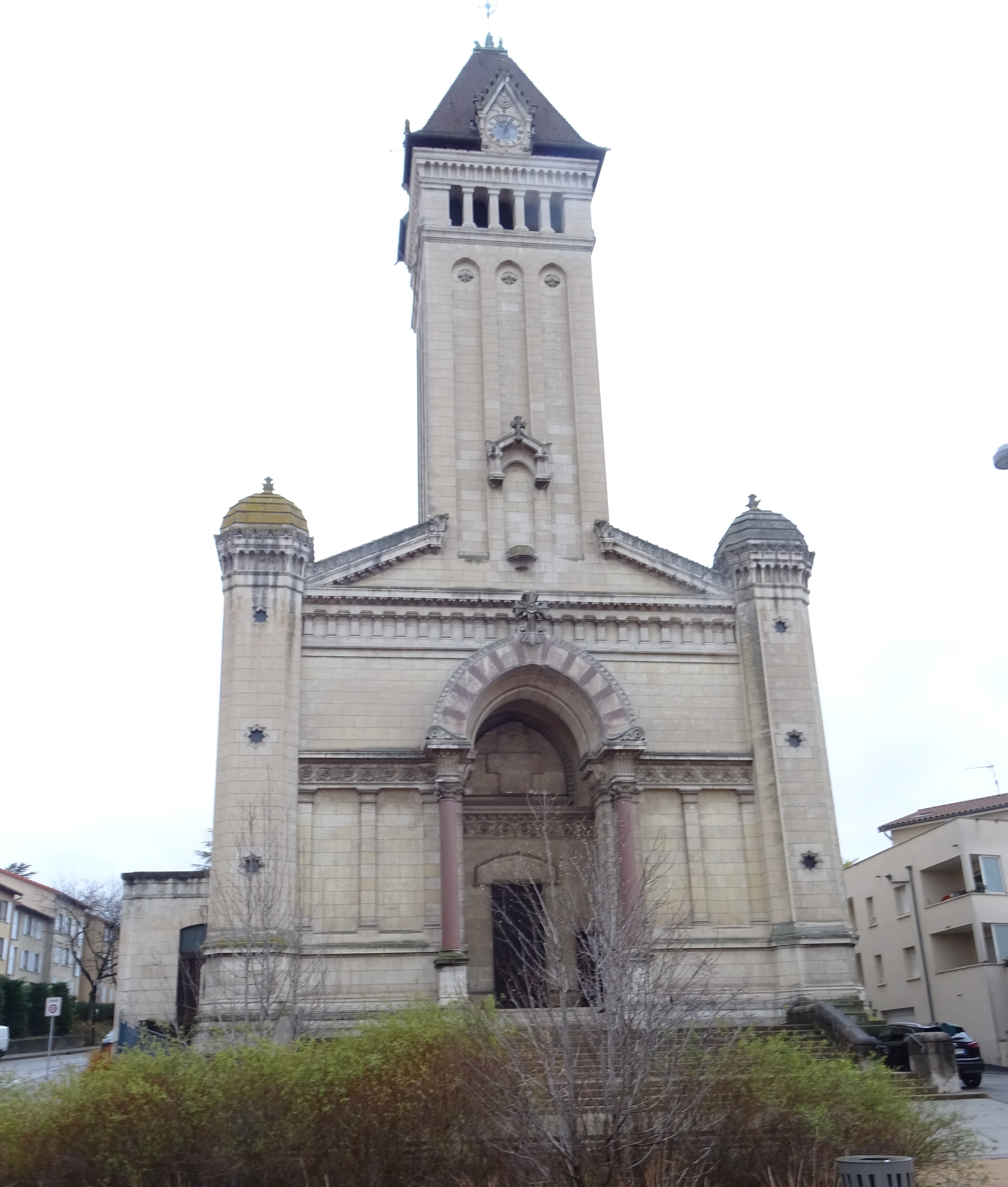
L'église de Chaponost.

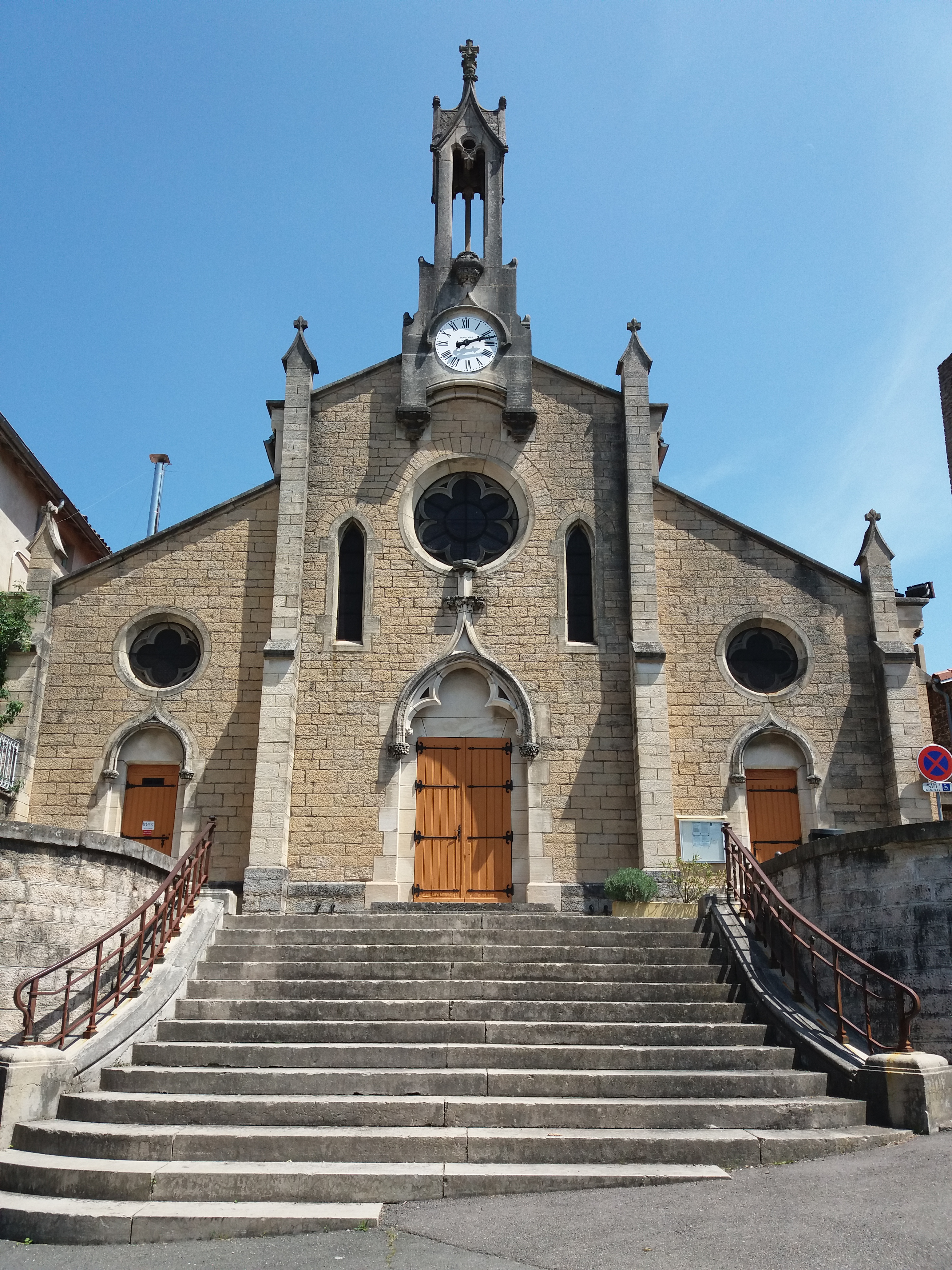
L'église de Saint-Germain-au-Mont-d'Or

### Ouvrages de Sainte-Marie Perrin
- Pierre Bossan, architecte : sa vie, son caractère, son œuvre, sa doctrine, 1899
- La Basilique de Fourvière, son symbolisme, Lyon, 1896, Librairie catholique Emmanuel Vitte, 40 p.lire en ligne sur Gallica
- [Sainte-Marie Perrin 1912] Louis Sainte-Marie Perrin, La basilique de Fourvière : Son symbolisme, Lyon ; Paris, Librairie catholique Emmanuel Vitte, 1912, 2e éd. (1re éd. 1896), 40 p., 32 planches en n. et b. (BNF 34121356) ;L'ouvrage a été réédité en 1942 sous les auspices de l'archevêché de Lyon, avec une préface de André Ravier, s. j.

### Sources secondaires
- Séverine Penlou, « Le décor sculpté des églises de Sainte-Marie Perrin (1835-1917) : l'exemple de l'église de Chaponost », Livraisons d'histoire de l'architecture, Persée, vol. 12, no 1,‎ 2006, p. 87-99 (DOI 10.3406/lha.2006.1051, lire en ligne)
- Séverine Penlou (dir. François Fossier), La décoration des églises de Louis-Jean Sainte-Marie Perrin (1835-1917) (2 vol.), Université Lyon 2, mémoire de master 2 d’histoire de l’art, 2005, tapuscrit.
- Séverine Penlou (dir. H. Guéné et N. Mathian), Sainte-Marie Perrin (1835-1917) : Les églises et les établissements religieux à Lyon (2 vol.), Université Lyon 2, mémoire de maîtrise d’histoire de l’art, 2004, tapuscrit.
- Philippe Dufieux, Le Mythe de la primatie des Gaules. Pierre Bossan (1815-1888) et l’architecture religieuse en Lyonnais au XIXe siècle, PUL, 2004.
- Maryannick Lavigne-Louis, "SAINTE-MARIE PERRIN Louis Jean", in Dominique Saint-Pierre (dir.), Dictionnaire historique des académiciens de Lyon 1700-2016, Lyon : Éditions de l'Académie (4, rue Adolphe Max, 69005 Lyon), 2017, p. 1200-1202.